# الشركة السعودية للحوسبة السحابية
الشركة السعودية للحوسبة السحابية (بالإنجليزية: Saudi Cloud Computing Company)‏ (اختصارًا SCCC) هي شركة سعودية للحوسبة السحابية تُشغل البنية التحتية لمراكز البيانات بالسعودية وتشرف عليها.

## نظرة عامة
تأسست الشركة في الخامس من يونيو 2022 بالشراكة بين كل من شركة علي بابا لخدمات الحوسبة السحابية Alibaba Cloud، ومجموعة stc، وشركة eWTP Arabia Capital، والشركة السعودية للذكاء الاصطناعي SCAI، والشركة السعودية لتقنية المعلومات SITE.
ترتبط علي بابا السعودية بمقسم إنترنت جدة، مع باقي خدمات شركة علي بابا كلاود.

### نتائج التعاون
إنشاء مركزيّ بيانات في مدينة الرياض، بطاقة تستوعب أكثر من 50 ألف جهة، و100 مليون عميل. وتوفير 31 خدمة سحابية تلبي الاحتياج الأساسي للعملاء.
يدعم ذلك خدمات ومنصات الذكاء الاصطناعي، الخدمات الإلكترونية، الخدمات اللوجستية. ويعزز تطور خدمات التقنيات المالية، ويتيح المنصات البرمجية.

#### شراكات ومركز للتدريب
أعلن عن إتاحة برنامج للشركاء وأعلن أيضًا عن معسكر برمجي تدريبي مقدم بالتعاون مع أكاديمية طويق، وأكاديمية STC لتأهيل كفاءات وطنية تشغل البنية التحتية.